# Eisschnelllauf-Sprintweltmeisterschaft 2011

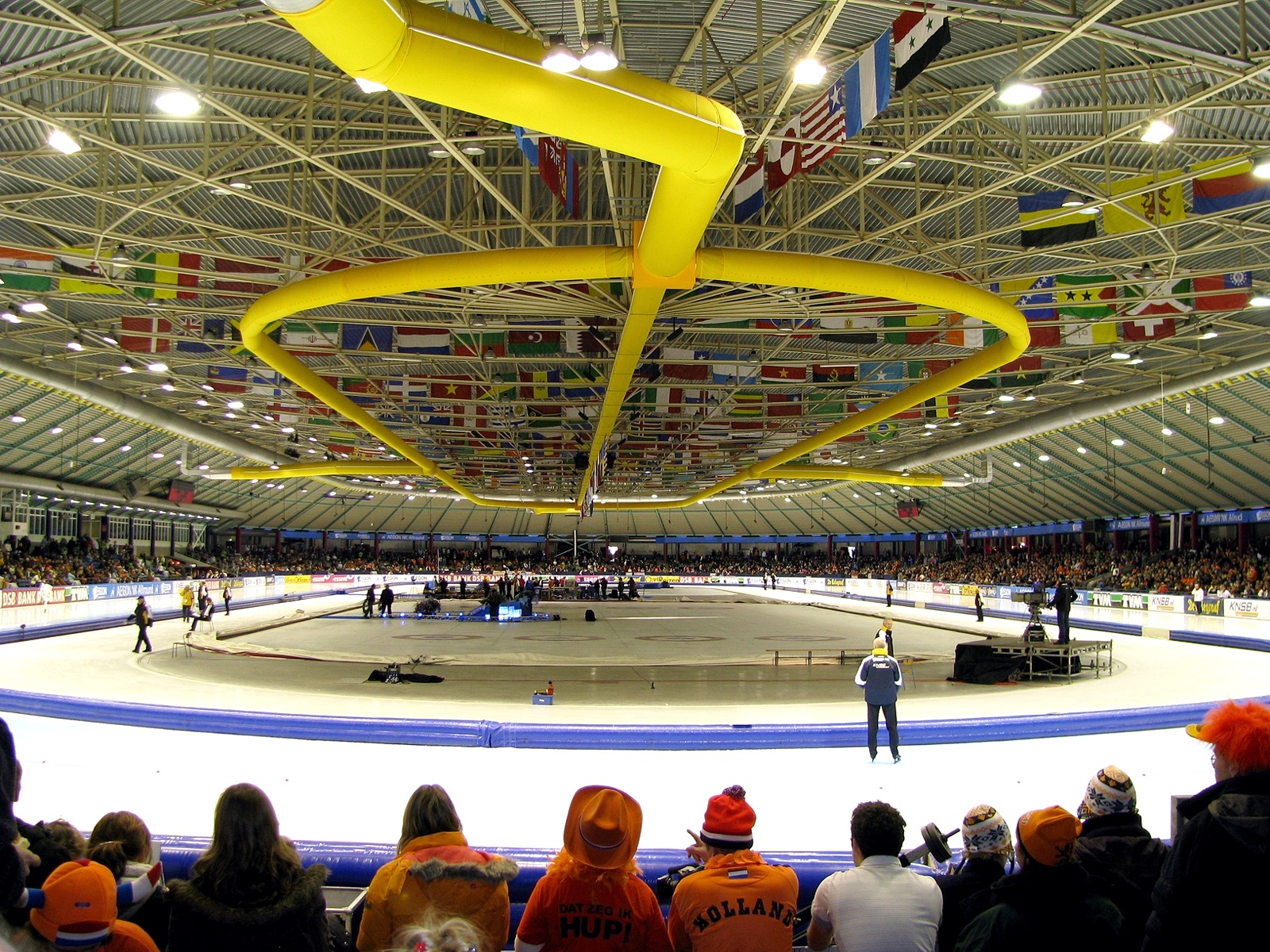
Innenansicht der Eishalle Thialf

Die 42. Eisschnelllauf-Sprintweltmeisterschaft wurde am 22. und 23. Januar 2011 im niederländischen Heerenveen im Thialf ausgetragen. Heerenveen war zum sechsten Mal Austragungsort der Sprintweltmeisterschaft.
Bei den Frauen musste die Titelverteidigerin Lee Sang-hwa aus Südkorea ihren Start verletzungsbedingt kurzfristig absagen.
Hier siegte erstmals Christine Nesbitt aus Kanada mit soliden 500-m-Rennen und jeweils gewonnenen 1000-m-Läufen vor den beiden Lokalmatadorinnen Annette Gerritsen und Margot Boer. Am ersten Tag stellte Nesbitt über 1000 m in 1:15,01 min einen neuen Bahnrekord auf.
Bei den Männern konnte Lee Kyu-hyeok aus Südkorea seinen Titel erfolgreich verteidigen. Den Grundstein zum Sieg legte er mit zwei klaren Siegen über die 500-m-Distanz. Stefan Groothuis, der zur Freude des Publikums nach dem ersten Tag noch an der Spitze der Gesamtwertung lag, fiel am zweiten Tag noch auf Platz 4 zurück.
Die DESG nominierte mit Judith Hesse, Gabi Hirschbichler, Denny Ihle, Nico Ihle, Samuel Schwarz und Jenny Wolf sechs Athleten für die Weltmeisterschaft.
Während Jenny Wolf ihren vierten Platz in Folge anpeilte, machten sich in diesem Jahr auch die deutschen Männer nach dem Aufwärtstrend im Weltcup Hoffnungen auf vordere Plätze.
Jenny Wolf als beste deutsche Läuferin gewann beide 500-m-Rennen und lag nach drei der vier Läufe nach Punkten auf Platz 2. Von Muskelbeschwerden beeinträchtigt, erreichte sie nach einem schwachen letzten 1000-m-Lauf nur den Platz 8.
Nico Ihle holte nach über zehn Jahren erstmals wieder die erhoffte Platzierung unter den ersten zehn Läufern für einen deutschen Sprinter.

## Wettbewerb
Bei der Sprintweltmeisterschaft werden vier Strecken gelaufen, je zweimal über die Distanz von 500 und 1000 m, An beiden Tagen werden je zwei Strecken gelaufen. Wenn ein Sportler über eine Distanz am ersten Tag auf der Innenbahn startet, so startet er am zweiten Tag auf der Außenbahn oder umgekehrt. Nur die 24 besten Frauen und Männer nach drei Strecken qualifizieren sich für die vierte Strecke.
Die erzielten Zeiten werden in Punkte umgewandelt. Über 500 m entspricht die gelaufene Zeit der Punktzahl, über 1000 m ergibt die gelaufene Zeit in Sekunden geteilt durch 2 die Punktzahl. Der Athlet mit der niedrigsten Gesamtpunktzahl nach vier Strecken gewinnt die Sprintweltmeisterschaft.

## Teilnehmer
- 72 Athleten nahmen am Wettkampf teil, 29 Frauen[3] und 43 Männer[4]. Insgesamt waren 20 verschiedene Nationen vertreten.

| Teilnehmende Nationen                         | Teilnehmende Nationen                                  | Teilnehmende Nationen             | Teilnehmende Nationen               | Teilnehmende Nationen                         |
| --------------------------------------------- | ------------------------------------------------------ | --------------------------------- | ----------------------------------- | --------------------------------------------- |
| Australien Belarus Kanada Volksrepublik China | Finnland Frankreich Vereinigtes Königreich Deutschland | Italien Japan Kasachstan Südkorea | Lettland Niederlande Norwegen Polen | Rumänien Russland Schweden Vereinigte Staaten |

## Ergebnisse

### Frauen

#### Endstand
- Zeigt die zwölf erfolgreichsten Sportlerinnen der Sprint-WM.

| Rang | Name                | 1. Lauf 500 Meter | Punkte | 1. Lauf 1000 Meter | Punkte | 2. Lauf 500 Meter | Punkte | 2. Lauf 1000 Meter | Punkte | Gesamt- punkte |
| ---- | ------------------- | ----------------- | ------ | ------------------ | ------ | ----------------- | ------ | ------------------ | ------ | -------------- |
| 1    | Christine Nesbitt   | 38,57 (6)         | 38,570 | 1:15,01 (1)        | 37,505 | 38,45 (3)         | 38,450 | 1:15,39 (1)        | 37,695 | 152,220        |
| 2    | Annette Gerritsen   | 38,53 (5)         | 38,530 | 1:16,89 (3)        | 38,445 | 38,47 (5)         | 38,470 | 1:17,14 (5)        | 38,570 | 154,015        |
| 3    | Margot Boer         | 38,28 (2)         | 38,280 | 1:17,47 (8)        | 38,735 | 38,44 (2)         | 38,440 | 1:17,14 (5)        | 38,570 | 154,025        |
| 4    | Heather Richardson  | 38,51 (4)         | 38,510 | 1:17,46 (7)        | 38,730 | 38,46 (4)         | 38,460 | 1:16,67 (4)        | 38,335 | 154,035        |
| 5    | Nao Kodaira         | 38,28 (2)         | 38,280 | 1:17,40 (6)        | 38,700 | 38,80 (8)         | 38,800 | 1:17,25 (8)        | 38,625 | 154,405        |
| 6    | Laurine van Riessen | 38,93 (9)         | 38,930 | 1:17,23 (4)        | 38,615 | 38,62 (6)         | 38,620 | 1:16,61 (3)        | 38,305 | 154,470        |
| 7    | Ireen Wüst          | 39,08 (13)        | 39,080 | 1:16,49 (2)        | 38,245 | 39,21 (16)        | 39,210 | 1:15,93 (2)        | 37,965 | 154,500        |
| 8    | Jenny Wolf          | 38,21 (1)         | 38,210 | 1:17,36 (5)        | 38,680 | 38,33 (1)         | 38,330 | 1:19,07 (21)       | 39,535 | 154,755        |
| 9    | Zhang Hong          | 38,86 (8)         | 38,860 | 1:17,96 (10)       | 38,980 | 38,93 (10)        | 38,930 | 1:18,29 (13)       | 39,145 | 155,915        |
| 10   | Maki Tsuji          | 38,78 (7)         | 38,780 | 1:18,56 (16)       | 39,280 | 38,89 (9)         | 38,890 | 1:18,13 (12)       | 39,065 | 156,015        |
| 11   | Judith Hesse        | 38,93 (9)         | 38,930 | 1:18,33 (14)       | 39,165 | 39,02 (12)        | 39,020 | 1:17,98 (11)       | 38,990 | 156,105        |
| 12   | Kasachstan          | 39,40 (19)        | 39,400 | 1:18,13 (11)       | 39,065 | 39,17 (14)        | 39,170 | 1:17,17 (7)        | 38,585 | 156,220        |

Im Falle von Punktgleichheit entscheidet die Zeit der letzten Strecke über die Platzierung.

#### 1. Lauf 500 Meter
| Platz | Name                   | Land                | Zeit    | Punkte |
| ----- | ---------------------- | ------------------- | ------- | ------ |
| 1     | Jenny Wolf             | Deutschland         | 38,21 s | 38,210 |
| 2     | Nao Kodaira            | Japan               | 38,28 s | 38,280 |
| 2     | Margot Boer            | Niederlande         | 38,28 s | 38,280 |
| 4     | Heather Richardson     | Vereinigte Staaten  | 38,51 s | 38,510 |
| 5     | Annette Gerritsen      | Niederlande         | 38,53 s | 38,530 |
| 6     | Christine Nesbitt      | Kanada              | 38,57 s | 38,570 |
| 7     | Maki Tsuji             | Japan               | 38,78 s | 38,780 |
| 8     | Zhang Hong             | Volksrepublik China | 38,86 s | 38,860 |
|       |                        |                     |         |        |
| 9     | Judith Hesse           | Deutschland         | 38,93 s | 38,930 |
| 23    | Gabriele Hirschbichler | Deutschland         | 39,79 s | 39,790 |

#### 1. Lauf 1000 Meter
| Platz | Name                   | Land               | Zeit        | Punkte |
| ----- | ---------------------- | ------------------ | ----------- | ------ |
| 1     | Christine Nesbitt      | Kanada             | 1:15,01 min | 37,505 |
| 2     | Ireen Wüst             | Niederlande        | 1:16,49 min | 38,245 |
| 3     | Annette Gerritsen      | Niederlande        | 1:16,89 min | 38,445 |
| 4     | Laurine van Riessen    | Niederlande        | 1:17,23 min | 38,615 |
| 5     | Jenny Wolf             | Deutschland        | 1:17,36 min | 38,680 |
| 6     | Nao Kodaira            | Japan              | 1:17,40 min | 38,700 |
| 7     | Heather Richardson     | Vereinigte Staaten | 1:17,46 min | 38,730 |
| 8     | Margot Boer            | Niederlande        | 1:17,47 min | 38,735 |
|       |                        |                    |             |        |
| 14    | Judith Hesse           | Deutschland        | 1:18,33 min | 39,165 |
| 18    | Gabriele Hirschbichler | Deutschland        | 1:18,75 min | 39,375 |

#### 2. Lauf 500 Meter
| Platz | Name                   | Land                | Zeit    | Punkte |
| ----- | ---------------------- | ------------------- | ------- | ------ |
| 1     | Jenny Wolf             | Deutschland         | 38,33 s | 38,330 |
| 2     | Margot Boer            | Niederlande         | 38,44 s | 38,440 |
| 3     | Christine Nesbitt      | Kanada              | 38,45 s | 38,450 |
| 4     | Heather Richardson     | Vereinigte Staaten  | 38,46 s | 38,460 |
| 5     | Annette Gerritsen      | Niederlande         | 38,47 s | 38,470 |
| 6     | Laurine van Riessen    | Niederlande         | 38,62 s | 38,620 |
| 7     | Jin Peiyu              | Volksrepublik China | 38,79 s | 38,790 |
| 8     | Nao Kodaira            | Japan               | 38,80 s | 38,800 |
|       |                        |                     |         |        |
| 12    | Judith Hesse           | Deutschland         | 39,02 s | 39,020 |
| 24    | Gabriele Hirschbichler | Deutschland         | 39,72 s | 39,720 |

#### 2. Lauf 1000 Meter
| Platz | Name                   | Land               | Zeit        | Punkte |
| ----- | ---------------------- | ------------------ | ----------- | ------ |
| 1     | Christine Nesbitt      | Kanada             | 1:15,39 min | 37,695 |
| 2     | Ireen Wüst             | Niederlande        | 1:15,93 min | 37,965 |
| 3     | Laurine van Riessen    | Niederlande        | 1:16,61 min | 38,305 |
| 4     | Heather Richardson     | Vereinigte Staaten | 1:16,67 min | 38,335 |
| 5     | Margot Boer            | Niederlande        | 1:17,14 min | 38,570 |
| 5     | Annette Gerritsen      | Niederlande        | 1:17,14 min | 38,570 |
| 7     | Jekaterina Aidowa      | Kasachstan         | 1:17,17 min | 38,585 |
| 8     | Nao Kodaira            | Japan              | 1:17,25 min | 38,625 |
|       |                        |                    |             |        |
| 11    | Judith Hesse           | Deutschland        | 1:17,98 min | 38,990 |
| 14    | Gabriele Hirschbichler | Deutschland        | 1:18,38 min | 39,190 |
| 21    | Jenny Wolf             | Deutschland        | 1:19,07 min | 39,535 |

### Männer

#### Endstand
- Zeigt die zwölf erfolgreichsten Sportler der Sprint-WM.

| Rang | Name             | 1. Lauf 500 Meter | Punkte | 1. Lauf 1000 Meter | Punkte | 2. Lauf 500 Meter | Punkte | 2. Lauf 1000 Meter | Punkte | Gesamt- punkte |
| ---- | ---------------- | ----------------- | ------ | ------------------ | ------ | ----------------- | ------ | ------------------ | ------ | -------------- |
| 1    | Lee Kyu-hyeok    | 34,92 (1)         | 34,920 | 1:09,65 (4)        | 34,825 | 34,77 (1)         | 34,770 | 1:09,48 (6)        | 34,740 | 139,255        |
| 2    | Mo Tae-bum       | 35,19 (2)         | 35,190 | 1:09,38 (3)        | 34,690 | 35,01 (3)         | 35,010 | 1:08,95 (3)        | 34,475 | 139,365        |
| 3    | Shani Davis      | 35,25 (4)         | 35,250 | 1:09,14 (2)        | 34,570 | 35,40 (9)         | 35,400 | 1:08,76 (1)        | 34,380 | 139,600        |
| 4    | Stefan Groothuis | 35,21 (3)         | 35,210 | 1:08,97 (1)        | 34,485 | 35,56 (12)        | 35,560 | 1:08,62 (2)        | 34,410 | 139,665        |
| 5    | Kjeld Nuis       | 35,48 (8)         | 35,480 | 1:09,88 (5)        | 34,940 | 35,68 (17)        | 35,680 | 1:09,09 (4)        | 34,545 | 140,645        |
| 6    | Jamie Gregg      | 35,53 (11)        | 35,530 | 1:10,05 (7)        | 35,025 | 35,10 (5)         | 35,100 | 1:09,99 (8)        | 34,995 | 140,650        |
| 7    | Denny Morrison   | 35,97 (25)        | 35,970 | 1:09,88 (5)        | 34,940 | 35,86 (22)        | 35,860 | 1:09,14 (5)        | 34,570 | 141,340        |
| 8    | Mun Jun          | 35,42 (7)         | 35,420 | 1:10,64 (14)       | 35,320 | 35,39 (8)         | 35,390 | 1:10,70 (13)       | 35,350 | 141,480        |
| 9    | Alexei Jessin    | 35,74 (16)        | 35,740 | 1:10,06 (8)        | 35,030 | 35,73 (19)        | 35,730 | 1:10,07 (9)        | 35,035 | 141,535        |
| 10   | Nico Ihle        | 35,35 (6)         | 35,350 | 1:10,37 (9)        | 35,185 | 35,61 (15)        | 35,610 | 1:10,83 (16)       | 35,415 | 141,560        |
| 11   | Dmitri Lobkow    | 35,51 (9)         | 35,510 | 1:10,59 (13)       | 35,295 | 35,46 (11)        | 35,460 | 1:10,76 (14)       | 35,380 | 141,645        |
| 12   | Jan Bos          | 35,71 (14)        | 35,710 | 1:10,49 (11)       | 35,245 | 35,84 (21)        | 35,840 | 1:09,80 (7)        | 34,900 | 141,695        |

Im Falle von Punktgleichheit entscheidet die Zeit der letzten Strecke über die Platzierung.

#### 1. Lauf 500 Meter
| Platz | Name             | Land               | Zeit    | Punkte |
| ----- | ---------------- | ------------------ | ------- | ------ |
| 1     | Lee Kyu-hyeok    | Südkorea           | 34,92 s | 34,920 |
| 2     | Mo Tae-bum       | Südkorea           | 35,19 s | 35,190 |
| 3     | Stefan Groothuis | Niederlande        | 35,21 s | 35,210 |
| 4     | Shani Davis      | Vereinigte Staaten | 35,25 s | 35,250 |
| 5     | Ryōhei Haga      | Japan              | 35,27 s | 35,270 |
| 6     | Nico Ihle        | Deutschland        | 35,35 s | 35,350 |
| 7     | Mun Jun          | Südkorea           | 35,42 s | 35,420 |
| 8     | Kjeld Nuis       | Niederlande        | 35,48 s | 35,480 |
|       |                  |                    |         |        |
| 19    | Denny Ihle       | Deutschland        | 35,80 s | 35,800 |
| 29    | Samuel Schwarz   | Deutschland        | 36,12 s | 36,120 |

#### 1. Lauf 1000 Meter
| Platz | Name             | Land               | Zeit        | Punkte |
| ----- | ---------------- | ------------------ | ----------- | ------ |
| 1     | Stefan Groothuis | Niederlande        | 1:08,97 min | 34,485 |
| 2     | Shani Davis      | Vereinigte Staaten | 1:09,14 min | 34,570 |
| 3     | Mo Tae-bum       | Südkorea           | 1:09,38 min | 34,690 |
| 4     | Lee Kyu-hyeok    | Südkorea           | 1:09,65 min | 34,825 |
| 5     | Kjeld Nuis       | Niederlande        | 1:09,88 min | 34,940 |
| 5     | Denny Morrison   | Kanada             | 1:09,88 min | 34,940 |
| 7     | Jamie Gregg      | Kanada             | 1:10,05 min | 35,025 |
| 8     | Alexei Jessin    | Russland           | 1:10,06 min | 35,030 |
|       |                  |                    |             |        |
| 9     | Nico Ihle        | Deutschland        | 1:10,37 min | 35,185 |
| 25    | Samuel Schwarz   | Deutschland        | 1:11,56 min | 35,780 |
| 34    | Denny Ihle       | Deutschland        | 1:12,76 min | 36,380 |

#### 2. Lauf 500 Meter
| Platz | Name             | Land               | Zeit    | Punkte |
| ----- | ---------------- | ------------------ | ------- | ------ |
| 1     | Lee Kyu-hyeok    | Südkorea           | 34,77 s | 34,770 |
| 2     | Jan Smeekens     | Niederlande        | 34,99 s | 34,990 |
| 3     | Mo Tae-bum       | Südkorea           | 35,01 s | 35,010 |
| 4     | Akio Ōta         | Japan              | 35,03 s | 35,030 |
| 5     | Jamie Gregg      | Kanada             | 35,10 s | 35,100 |
| 6     | Tucker Fredricks | Vereinigte Staaten | 35,11 s | 35,110 |
| 7     | Pekka Koskela    | Finnland           | 35,32 s | 35,320 |
| 8     | Mun Jun          | Südkorea           | 35,39 s | 35,390 |
|       |                  |                    |         |        |
| 15    | Nico Ihle        | Deutschland        | 35,61 s | 35,610 |
| 27    | Samuel Schwarz   | Deutschland        | 36,20 s | 36,200 |
| 30    | Denny Ihle       | Deutschland        | 36,29 s | 36,290 |

#### 2. Lauf 1000 Meter
| Platz | Name             | Land               | Zeit        | Punkte |
| ----- | ---------------- | ------------------ | ----------- | ------ |
| 1     | Shani Davis      | Vereinigte Staaten | 1:08,76 min | 34,380 |
| 2     | Stefan Groothuis | Niederlande        | 1:08,62 min | 34,410 |
| 3     | Mo Tae-bum       | Südkorea           | 1:08,95 min | 34,475 |
| 4     | Kjeld Nuis       | Niederlande        | 1:09,09 min | 34,545 |
| 5     | Denny Morrison   | Kanada             | 1:09,14 min | 34,570 |
| 6     | Lee Kyu-hyeok    | Südkorea           | 1:09,48 min | 34,740 |
| 7     | Jan Bos          | Niederlande        | 1:09,80 min | 34,900 |
| 8     | Jamie Gregg      | Kanada             | 1:09,99 min | 34,995 |
|       |                  |                    |             |        |
| 16    | Nico Ihle        | Deutschland        | 1:10,83 min | 35,415 |